# Bruno Uvini
Bruno Uvini, född den 3 juni 1991 i Capivari, Brasilien, är en brasiliansk fotbollsspelare som spelar för den italienska klubben SSC Napoli. 
Han tog OS-silver i herrfotbollsturneringen vid de olympiska fotbollsturneringarna 2012 i London. 